# Ludwig Brevillier

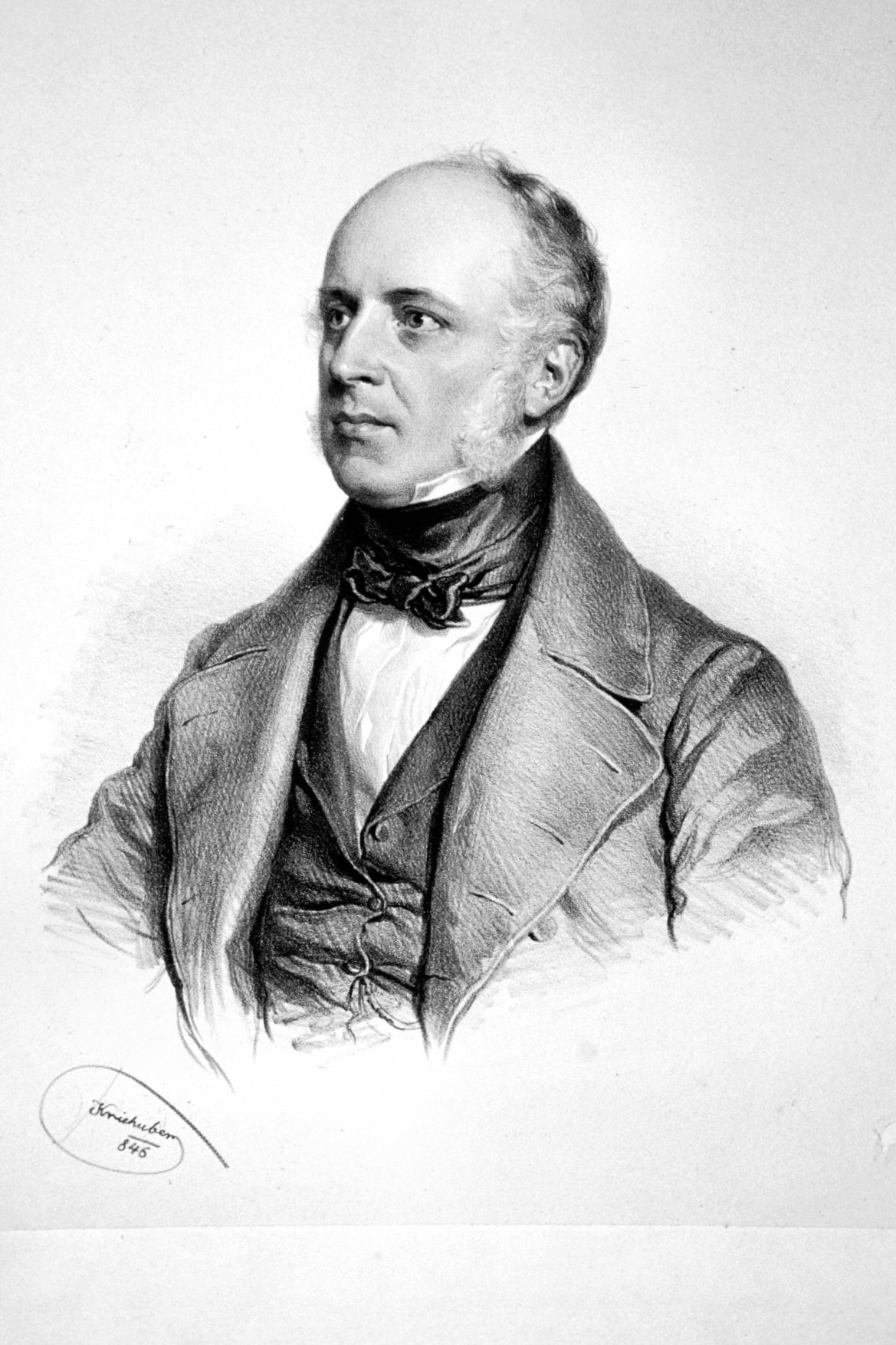
Ludwig Brevillier, Lithographie von Josef Kriehuber, 1846

Ludwig Brevillier (* 15. November 1800 in Wien; † 12. Februar 1855 in Wien) war ein österreichischer Industrieller.

## Leben
Ludwig Brevillier war der Sohn von Alexander Brevillier (1759–1808) und Henriette-Charlotte Brevillier, geborene Freiin von Ferber (1768–1845). Die Eltern kamen aus einer hugenottischen Familie und waren in den 1780er-Jahren von Frankfurt am Main nach Wien gezogen, wo der Vater als Gesellschafter von Moritz Reichsgraf von Fries arbeitete. Henriette-Charlotte Brevillier hatte in der Jugend eine Freundschaft zu Johann Wolfgang von Goethe verbunden. Die Familie wohnte im Palais Fries, heute unter dem Namen Palais Pallavicini bekannt. Ludwig hatte vier Geschwister, den älteren Bruder Karl Wilhelm (1793–1840), die Schwestern Maria Anna (1792–1828) und Henriette (1791–1833), sowie die Schwester Louise-Victoire (1789–1846), die eine in Wien recht bekannte Pianistin war.
Ludwig Brevillier war in den Jahren 1819 bis 1830 in Manchester tätig, bevor er in das Unternehmen seines älteren Bruders Karl Wilhelm, der Brevillier & Comp. als Gesellschafter eintrat. Karl Wilhelm hatte 1823 mit der k.k. Holz- und Metallschraubenfabrik im niederösterreichischen Neunkirchen das erste Unternehmen dieser Art in der Monarchie gegründet, auch besaß man eine Baumwollspinnerei in Schwadorf und eine mechanische Weberei in Margarethen am Moos. Karl Wilhelm Brevillier war mit Henriette Brevillier (1801–1843) verheiratet, einer damals bekannten Malerin von Miniaturbildnissen und Schülerin von Moritz Daffinger. Henriette Brevillier war eine Tochter des Bankiers Joseph von Henikstein.

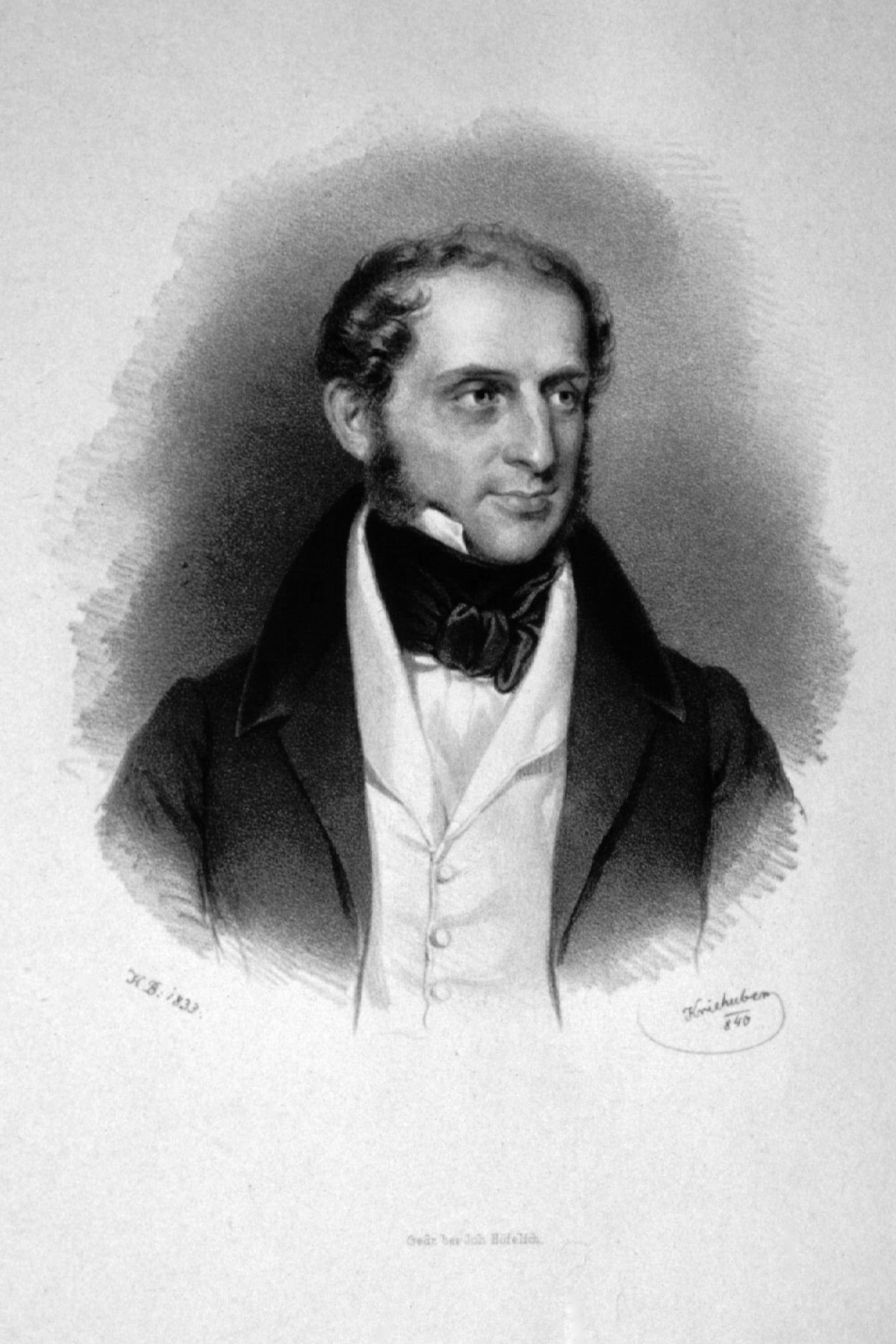
Karl Wilhelm Brevillier, Lithographie von Josef Kriehuber, 1840

Nach dem Tod seines Bruders übernahm Ludwig das Unternehmen ganz und baute es stark aus. Auch der Fertigungsbereich wurde erweitert auf Fass- und Blechnieten und verschiedene Zahnräder. Ab 1829 durfte er auch Eisengussteile und ab 1845 Drähte herstellen. Nach Ludwigs Tod, der ledig geblieben war und keine Kinder hatte, wurde sein Neffe Heinrich Trenck von Tonder (1812–1887) – Sohn von Louise-Victoire aus deren Ehe mit dem Unternehmer Moritz Trenck von Tonder (1786–1855) –  Universalerbe und Firmenleiter. Ludwig Brevillier liegt am Sankt Marxer Friedhof begraben, am Grabstein ist als Geburtsdatum der 9. November 1800 angeführt.
Ludwig Brevillier erhielt für seine Produkte Auszeichnungen auf zahlreichen Gewerbe-Ausstellungen.